# Silicula alleni
Silicula alleni is een tweekleppigensoort uit de familie van de Siliculidae. De wetenschappelijke naam van de soort is voor het eerst geldig gepubliceerd in 1989 door F. R. Bernard.